# Dicranella madagassa
Dicranella madagassa är en bladmossart som beskrevs av Ferdinand François Gabriel Renauld 1898. Dicranella madagassa ingår i släktet jordmossor, och familjen Dicranaceae. Inga underarter finns listade i Catalogue of Life.